# Priscilla Alden

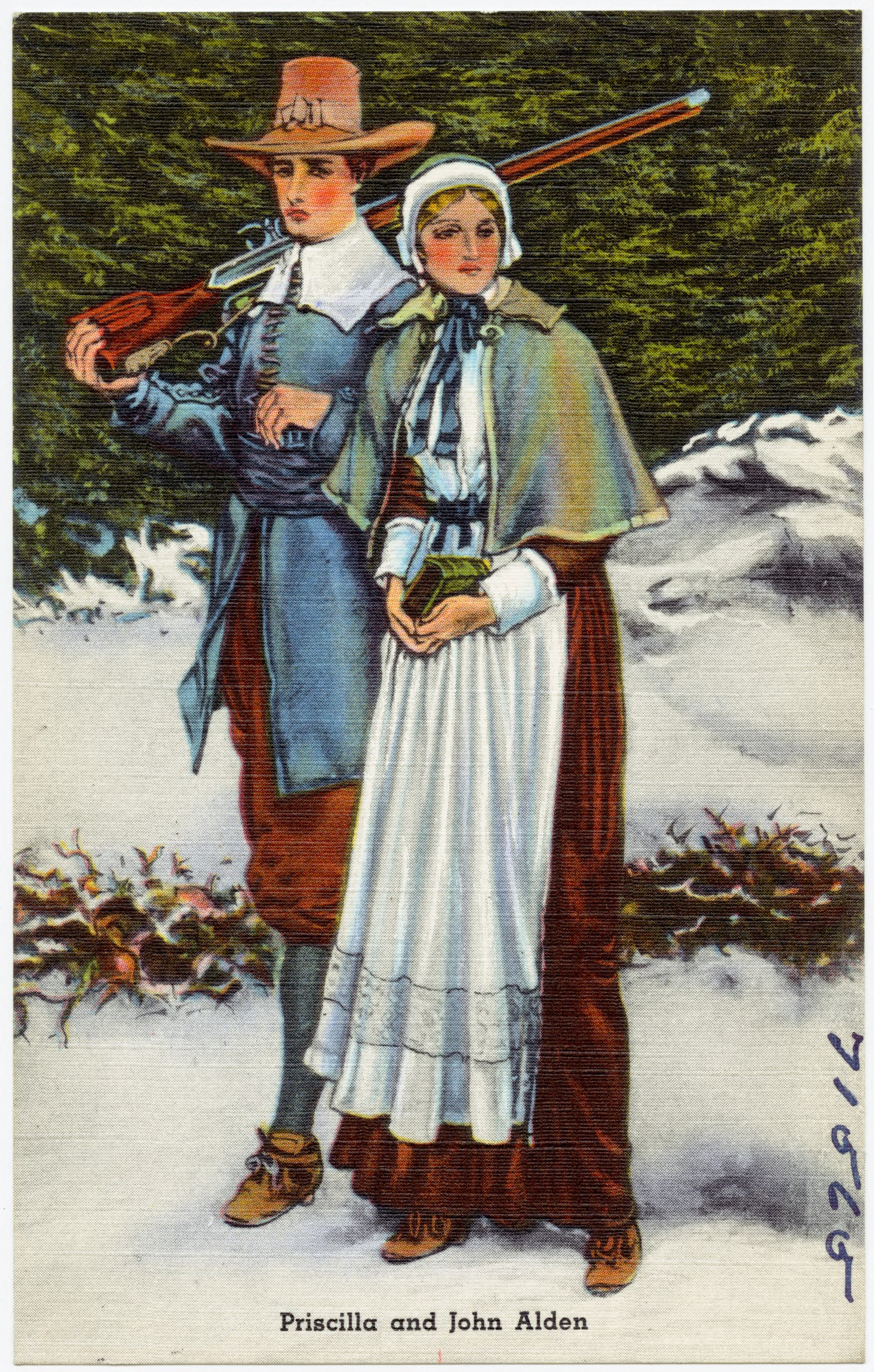
John und Priscilla Alden (Postkarte).

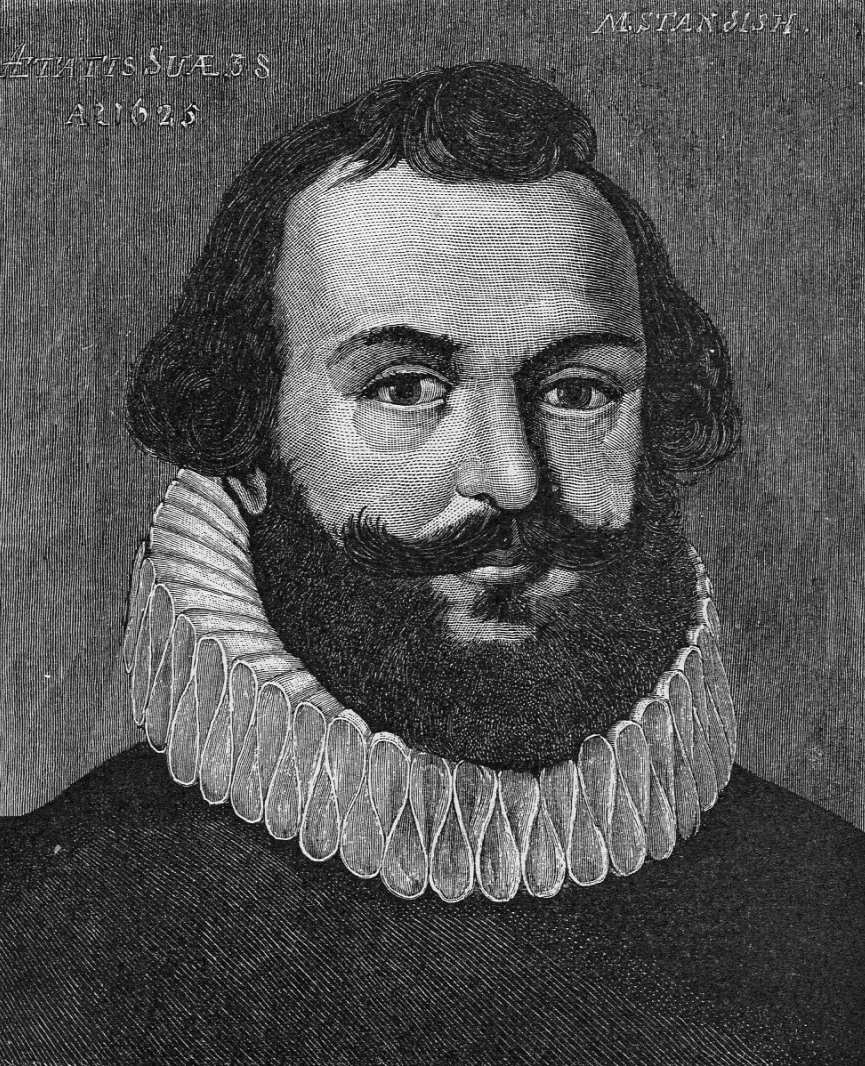
Myles Standish warb um die Hand von Priscilla Mullins durch John Alden, der sie schließlich heiratete.

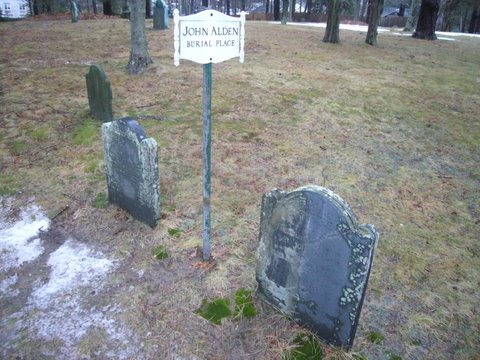
Grabstätte von John Alden und Priscilla Alden auf dem Miles Standish Burial Ground in Duxbury.

Priscilla Mullins Alden (* um 1602 vermutlich in Dorking, Surrey, England; † um 1684 in der Plymouth Colony, heute: Massachusetts) war eine der ersten Siedlerinnen der Pilgerväter in der Plymouth Colony.

## Leben
Über Priscilla Mullins gibt es nur wenige Aufzeichnungen. Die Tochter des Schuhmachers William Mullins und dessen Ehefrau Mary Mullins wurde mutmaßlich in Dorking, Surrey, England, geboren. Über das Leben ihres Vaters ist ebenfalls wenig bekannt, aber es wird vermutet, dass er mit einer gleichnamigen, jedoch leicht abweichend geschriebenen Person William Mollines identisch ist, der im April 1616 vor den Geheimen Kronrat (Privy Council) gebracht wurde. Sein puritanischer Glaube könnte somit der Grund gewesen sein, warum er und seine Familie sich den Separatisten am 6. September 1620 auf ihrer Mayflower-Reise in die Neue Welt anschlossen.
Priscilla war das einzige Mitglied der Familie Mullins, das nach der Ankunft am 21. November 1620 den ersten Winter in Plymouth überlebte. Das Testament von William Mullins ernannte den ersten Gouverneur der Kolonie John Carver zum Vormund für Priscilla, aber auch Carver starb 1621. Irgendwann zwischen 1621 und 1623 heiratete sie den Küfer John Alden (1598–1687). Alden war kein Separatist und wurde von den Pilgern angeworben, um Bier- und Weinfässer herzustellen. Die Hochzeit von Priscilla und John war eine der ersten Ehen in der Kolonie und bildet die Grundlage für Priscillas heutige Bekanntheit.
Es existieren nur sehr wenige Aufzeichnungen über Priscilla Aldens Leben, aber sie ist heute nicht nur eine der berühmtesten Siedlerinnen von Plymouth, sondern sogar eine der bekanntesten Frauen des kolonialen Amerikas des 17. Jahrhunderts. Dies ist im Wesentlichen auf ihre Erwähnung in einem Volksmärchen zurückzuführen, das von der Werbung um sie durch Miles Standish und John Alden sowie ihrer anschließenden Heirat mit John erzählt.
Es gibt keine historischen Dokumente der Geschichte, die zum ersten Mal im Druck in Timothy Aldens Collection of American Epitaphs and Inscriptions with Original Notes (1814) erschien. Alden schrieb, die Geschichte sei eine „Anekdote, die sorgfältig von der Tradition überliefert wurde“ (anecdote which has been carefully handed down by tradition). Sie wurde durch Henry Wadsworth Longfellows Gedicht „The Courtship of Miles Standish“ (1858) populär.
Die Legende erzählt von dem Wunsch des verwitweten Miles Standish, Priscilla Mullins zu heiraten, aber anstatt selbst auf sie zuzugehen, schickt er einen Abgesandten, um seinen Fall zu vertreten. Dieser Abgesandte ist John Alden, der Priscilla ebenfalls liebt. Nachdem Priscilla gehört hat, wie Alden den Fall ihrer Heirat mit Standish vorgebracht hat, stellt sie die berühmte Frage: „Warum sprichst du nicht für dich selbst, John?“ (Why do you not speak for yourself, John?). Das Ergebnis ist die Hochzeit von John Alden und Priscilla Mullins, die in ihrem Ritt auf einem weißen Stier zu ihrem neuen Zuhause gipfelt. Die romantische Geschichte fesselte Generationen von Amerikanern und machte Priscilla, John und Miles Standish zu Stammfiguren der Kolonialgeschichte.
Über Priscilla Alden ist auch nach ihrer Heirat nur wenig bekannt. Sie hatte elf Kinder, von denen neun das Erwachsenenalter erreichten. 1627 lebten sie und ihr Mann in einem Haus in Plymouth gegenüber dem Gouverneur, und 1631 zogen sie zusammen mit Miles Standish und der Frau, die er 1623 geheiratet hatte, in die neue Siedlung Duxbury. Die Aldens lebten in einem langgestreckten, schmalen Haus, dessen Überreste 1960 im Rahmen einer Ausgrabung freigelegt wurden.
John Alden war eine Zeit lang ein führender Bürger der Kolonie, aber 1660 war er so arm geworden, dass die Kolonie ihm ein Stipendium von 10 Pfund Sterling zusprach. Die letzte dokumentierte Erwähnung von Priscilla Alden datiert auf den 1. Dezember 1680, als sie in Marshfield an der Beerdigung von Josiah Winslow, der von 1673 bis 1680 Gouverneur der Plymouth Colony gewesen war, teilnahm.
Ihr Sterbedatum wird zwischen 1680 und 1687 vermutet. Als ihr Mann 1687 starb, wurde sie in seinem Testament nicht erwähnt. Sie gehörte auch nicht zu den Personen, die eine eidesstattliche Erklärung unterschrieben hatten, in der sie ein Interesse an seinem Nachlass geltend machten. Sie lebte wahrscheinlich als Hausfrau und Mutter. Ihr Name spielt jedoch in der amerikanischen Geschichte der Kolonien eine große Rolle, weil sie zum Gegenstand einer romantischen Liebesgeschichte wurde, die zwei Lektionen lehrt: Erstens, wenn Sie wollen, dass etwas gut gemacht wird, tun Sie es selbst, und zweitens, vertrauen Sie niemandem ihr Herz in Angelegenheiten der Liebe an.
Zu den Kindern von Priscilla Mullins Alden und John Alden gehören Elizabeth Pabodie (1623–1717), John Alden, Jr. (1626 oder 1627–1702) und Jonathan Alden, Sr. (um 1632–1697).

## Hintergrundliteratur
- A Genealogical Dictionary of the First Settlers of New England, 1860
- Samuel Eliot Morison (Hrsg.): William Bradford, Of Plymouth Plantation, 1952
- Dorothy Harding: Our Alden Ancestors, 1965
- Dorothy Wentworth: The Alden Family in the Alden House, 1980